# Critérium de Terrebourg
Le Critérium de Terrebourg est une course cycliste française disputée au mois d'avril à Terrebourg, un hameau de la commune de Saint-Angeau (Charente). Créée en 1953, elle est organisée par l'UA La Rochefoucauld.
De 1998 à 2016, elle constitue une étape du Critérium des Deux Vallées. En 2017, elle fait partie du calendrier national de la Fédération française de cyclisme.

## Palmarès
| Année                   | Vainqueur            | Deuxième              | Troisième             |
| ----------------------- | -------------------- | --------------------- | --------------------- |
| Circuit de Terrebourg   |                      |                       |                       |
| 1953                    | ?                    | ?                     | ?                     |
| 1954                    | Rilhac               |                       |                       |
| 1955                    | ?                    | ?                     | ?                     |
| 1956                    | Salmon               |                       |                       |
| 1957                    | Daniel Barjolin      |                       |                       |
| 1958                    | Bonenfant            |                       |                       |
| 1959                    | Louis Barraud        |                       |                       |
| 1960                    | André Lhéraut        |                       |                       |
| 1961                    | Franck Collin        |                       |                       |
| 1962                    | Raymond Boireau      |                       |                       |
| 1963                    | Raymond Jubeau       |                       |                       |
| 1964                    | Jean-Michel Savignat |                       |                       |
| 1965                    | Épinoux              |                       |                       |
| 1966                    | Serge Dubois         |                       |                       |
| 1967                    | Gérard Dutin         |                       |                       |
| 1968                    | Robert Terrassier    |                       |                       |
| 1969                    | Bernard Bourreau     |                       |                       |
| 1970                    | Marcel Peny          |                       |                       |
| 1971                    | Daniel Jean          |                       |                       |
| 1972                    | Marcel Peny          |                       |                       |
| 1973                    | Bernard Périllaud    |                       |                       |
| 1974                    | Gilbert Boutin       |                       |                       |
| 1975                    | Marc Bénéteau        |                       |                       |
| 1976                    | Patrick Gagnier      |                       |                       |
| 1977                    | André Guidou         |                       |                       |
| 1978                    | Thierry Barrault     |                       |                       |
| 1979                    | Patrick Texier       |                       |                       |
| 1980                    | Miguel Albert        |                       |                       |
| 1981                    | Alain Fincato        |                       |                       |
| 1982                    | Lucien Saumur        |                       |                       |
| Critérium de Terrebourg |                      |                       |                       |
| 1983                    | Patrick Gagnier      | Michel Bresse         | Jean-Pierre Paranteau |
| 1984                    | Michel Dupuytren     | Jacky Bobin           | Éric Dudoit           |
| 1985                    | Philippe Renoux      | Fabrice Marchais      | Michel Larpe          |
| 1986                    | Michel Larpe         | Fabrice Marchais      | Jean-Louis Auditeau   |
| 1987                    | Thierry Gault        | Fabrice Marchais      | Jacky Bobin           |
| 1988                    | Alain Liaigre        | Jean-Louis Auditeau   | Rémi Richard          |
| 1989                    | Marino Verardo       | Thierry Audidier      | Éric Praud            |
| 1990                    | Éric Samoyeault      | Laurent Mazeaud       | Alain Liaigre         |
| 1991                    | Philippe Mondory     | Jean-Luc Masdupuy     | Thierry Audidier      |
| 1992                    | Philippe Escoubet    | Stéphane Brigaud      | Pascal Churin         |
| 1993                    | Stéphane Brigaud     | Christian Blanchard   | Dominique Lardin      |
| 1994                    | Laurent Drouin       | Pascal Churin         | Czesław Rajch         |
| 1995                    | Ludovic Grechi       | Arnaud Bassy          | Christophe Gauthier   |
| 1996                    | Vincent Sauzeau      | Pierre Painaud        | Christophe Allin      |
| 1997                    | Pascal Peyramaure    | Jean-Philippe Duracka | Grzegorz Gwiazdowski  |
| 1998                    | Olivier Ouvrard      | Olivier Bossis        | Frédéric Berland      |
| 1999                    | Christophe Berland   | Benoît Berland        | Michel Larpe          |
| 2000                    | Nicolas Brachet      | Satoshi Hirose        | Ludovic Nicolas       |
| 2001                    | Christophe Bercy     | Jonathan Rosenbrier   | Olivier Bossis        |
| 2002                    | Jacek Morajko        | Vincent Vierge        | P. Lemercier          |
| 2003                    | Yvan Sartis          | Vincent Vierge        | Nicolas Labussière    |
| 2004                    | Nicolas Labussière   | Bruno Ceyssat         | Alexis Tourtelot      |
| 2005                    | Tony Huet            | Sébastien Morvan      | Sébastien Larpe       |
| 2006                    | Guillaume Judas      | Frédéric Cardineau    | Laurent Adenot        |
| 2007                    | Joseph Lemoine       | Médéric Clain         | Émilien Baze          |
| 2008                    | Jakub Średziński     | Médéric Clain         | Johan Mombaerts       |
| 2009                    | Loïc Herbreteau      | Clément Dupuis        | Julien Schick         |
| 2010                    | Médéric Clain        | Mathieu Desniou       | Maxime Martin         |
| 2011                    | Yohan Soubes         | Romain Houeix         | Romain Gioux          |
| 2012,                   | Sylvain Blanquefort  | Damien Le Fustec      | Loïc Herbreteau       |
| 2013                    | Marc Staelen         | Yohan Soubes          | Guillaume Gerbaud     |
| 2014                    | annulé               | annulé                | annulé                |
| 2015                    | Mickaël Larpe        | Loïc Herbreteau       | Mickaël Guichard      |
| 2016,                   | Julien Lamy          | Loïc Herbreteau       | Yoann Paillot         |
| 2017                    | Florent Pereira      | Guillaume Gaboriaud   | Flavien Maurelet      |